# Puptent

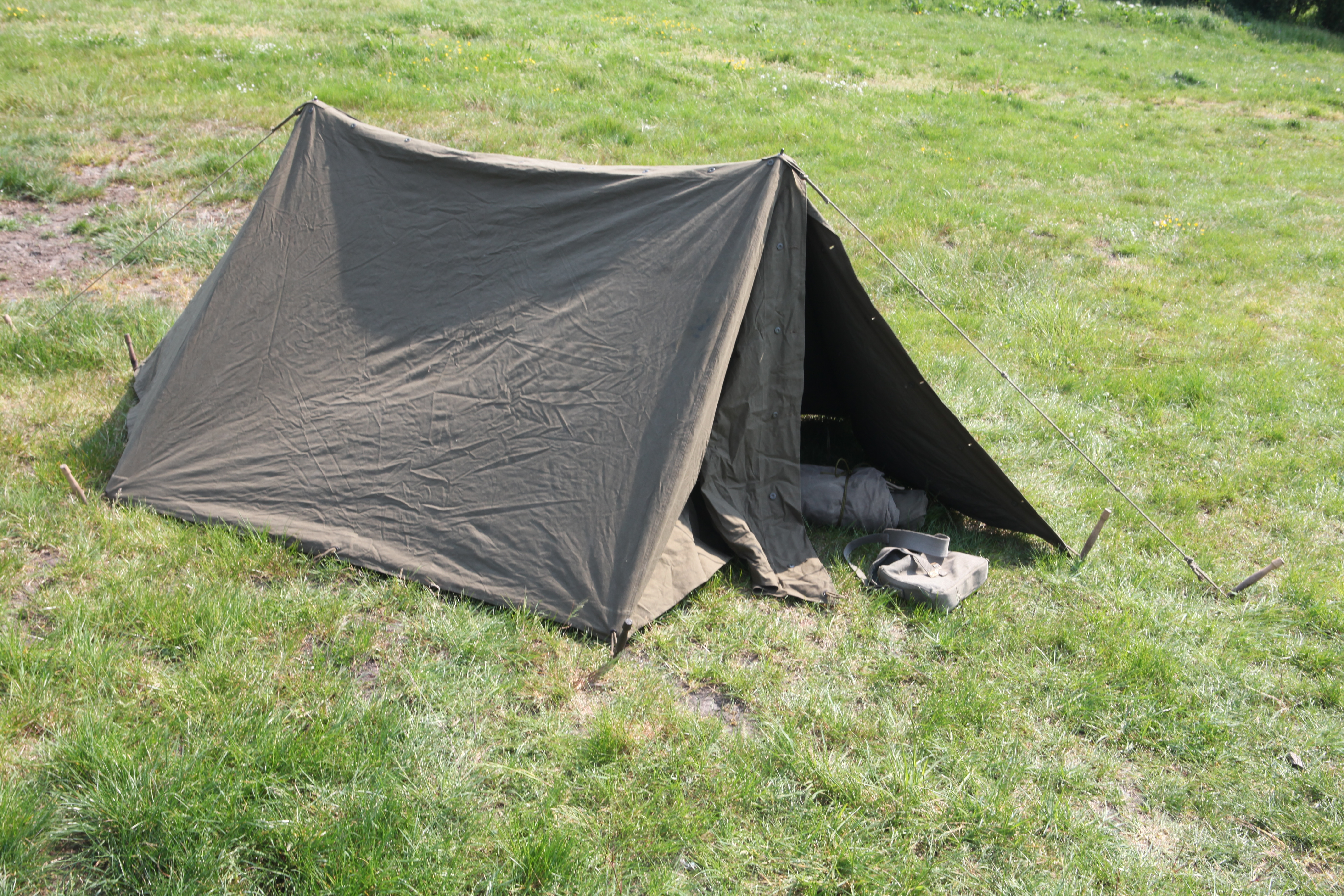
Puptent, samengesteld uit twee helften

Een puptent was een tent die bestond uit twee identieke aan elkaar te verbinden helften. Elke parate Nederlandse militair van de landmacht had een helft van de tent als deel van zijn Persoonlijke Standaard Uitrusting (PSU) als gevechtsuitrusting. Als grondzeil kon de regencape dienen. Bij elke helft waren vier houten groene tentharingen, drie groene tentstokken en een scheerlijn inbegrepen.
In het gebruik zocht de soldaat een maat (of kreeg die aangewezen) waarmee hij de tent deelde. Het was slim een maat te kiezen met een verschillende wacht. Samen werden de twee helften aan elkaar geknoopt, de 2x drie stokdelen in elkaar geschoven tot twee tentstokken en kon de tent worden geplaatst met behulp van de acht tentharingen en de twee scheerlijnen. Na het plaatsen van de tent diende deze alsnog te worden gecamoufleerd.
Eén tenthelft had tevens een functie als bescherming tegen weersinvloeden voor de op de man gedragen slaapzak met capuchon. De slaapzak werd opgerold in een helft van de puptent en over de ransel met aangehangen pukkel vastgemaakt met kruisriemen. De rol had in het jargon de bijnaam berenlul.